# Jordbävningen i Fukui 1948
Jordbävningen i Fukui 1948 var en större jordbävning i Fukui prefektur, Japan. Med magnituden 7,1 registrerades den klockan 17:13 den 28 juni 1948 (japansk sommartid). Värst skakade marken i staden Fukui, där skalvet uppmättes till 6 (likställt med senare tiders 7) på Shindoskalan. Koordinaterna var 36゜10.3'N　136゜17.4'E (runt staden Maruoka).

### Fotnoter
1. ↑  Japan Meteorological Agency Arkiverad 16 juli 2011 hämtat från the Wayback Machine. Shindo Database Search Retrieved August 16, 2008